# 酒月ほまれ
酒月 ほまれ（さかづき ほまれ）は、日本の漫画家。主に少年誌等でコミカライズ作品を執筆している。メディアミックス展開されている作品のコミカライズの場合、アニメとは異なるエンディングを迎える場合が少なくない。

## 作品リスト

### 単行本
- こすぷれCOMPLEX（角川書店、2002年8月発行） ISBN 9784049262001
- 言巫女のすずり（角川書店、2002年8月発行） ISBN 9784047123816
- School Days
  - 第1巻（角川書店、2007年7月発行） ISBN 9784047139466
  - 第2巻（角川書店、2007年11月発行） ISBN 9784047139657
- あかね色に染まる坂
  - 第1巻（角川書店、2008年12月発行） ISBN 9784047151512
  - 第2巻（角川書店、2009年5月発行） ISBN 9784047152434
- Cross Days
  - 第1巻（角川書店、2010年11月発行） ISBN 9784047155695
  - 第2巻（角川書店、2011年6月発行） ISBN 9784047157033
- 天華百剣 -発-（KADOKAWA、2017年10月発行）ISBN 9784048933513
- 星斬りの剣士〜The sword fighter's dream〜
  - 第1巻（アース・スターエンターテイメント、2022年5月発行）ISBN 9784803016390
  - 第2巻（アース・スターエンターテイメント、2023年2月発行）ISBN 9784803017410
  - 第3巻（アース・スターエンターテイメント、2023年12月発行）ISBN 9784803018721

### その他
- らき☆レポ（角川書店、コンプティーク連載、2013年3月号 - 2014年1月号）